# Phyllodulcin
Phyllodulcin là một dihydroisocoumarin tìm thấy trong Hydrangea macrophylla và Hydrangea serrata. Đây là một chất làm ngọt có độ ngọt gấp 400-800 lần so với đường.